# Omicidio di Giuseppe Furci
L'omicidio di Giuseppe Furci, un medico italiano, direttore sanitario del centro clinico del carcere di Regina Coeli, venne commesso con due colpi di pistola alla nuca sotto la sua abitazione in via Bartolomeo Gosio 115 a Roma, il 1º dicembre 1980.

## Storia
L'omicidio venne rivendicato con una telefonata al quotidiano L'Unità dalla colonna milanese "Walter Alasia" delle Brigate Rosse, ma vi sono dubbi sull'attendibilità della rivendicazione.
Il 5 ottobre 1980 Furci aveva già subito un attentato dinamitardo davanti al suo studio ma la miccia si era spenta senza innescare l'esplosione.
Della morte di Furci il 19 aprile 1982 si autoaccusò il noto criminale romano Laudovino De Sanctis detto "Lallo lo Zoppo", che per questo fu condannato all'ergastolo in primo grado. Al processo di appello, però, fu assolto per mancanza di prove.
Gli assassini del medico non sono mai stati identificati. Nel 2011 Furci è stato insignito della medaglia d'oro di "vittima del terrorismo".